# Балаханский овдан
Балаханский овдан (азерб. Balaxanı ovdanı) — древний водный резервуар в посёлке Балаханы в Азербайджане, построенный в XIV веке по приказу ширваншахского эмира Хаджи Зейнаддина. Постановлением Кабинета министров Азербайджанской Республики № 132 от 2 августа 2001 года овдан охраняется государством и внесён в список памятников архитектуры.

## История
Овдан в Балаханы (овдан – относительно неглубокий, по сравнению с вертикальными колодцами, накопитель воды, в основе которого чаще всего лежит углубление, сделанное в основании породы, до которого добирались, прорывая наклонную траншею) был построен в XIV веке по приказу эмира ширваншахов Хаджи Зейнаддина. Структура лестниц несколько высока, как и во дворце Ширваншахов. Считается, что после строительства Песчаной бани она изначально снабжалась водой из этого овдана. Для того, чтобы набрать воду из источника, нужно спуститься вниз 40 ступенек. Лестница вырублена в скале и ведёт прямо к источнику воды. Очень небольшая часть овдана проходит над землёй, основная часть находится под ней. Расстояние от входа в овдан до источника воды составляет 15 метров. Подземная часть постройки выполнена в виде арочного коридора, что исключает возможность обрушения грунтового слоя под действием силы тяжести. В прошлом потребность Балаханы в питьевой воде удовлетворялась из этого водоёма.
Овдан использовался населением до захвата Баку советской властью в апреле 1920 года. В последующие периоды он был заброшен. Овдан был отреставрирован в 2019 году.

## Фотографии

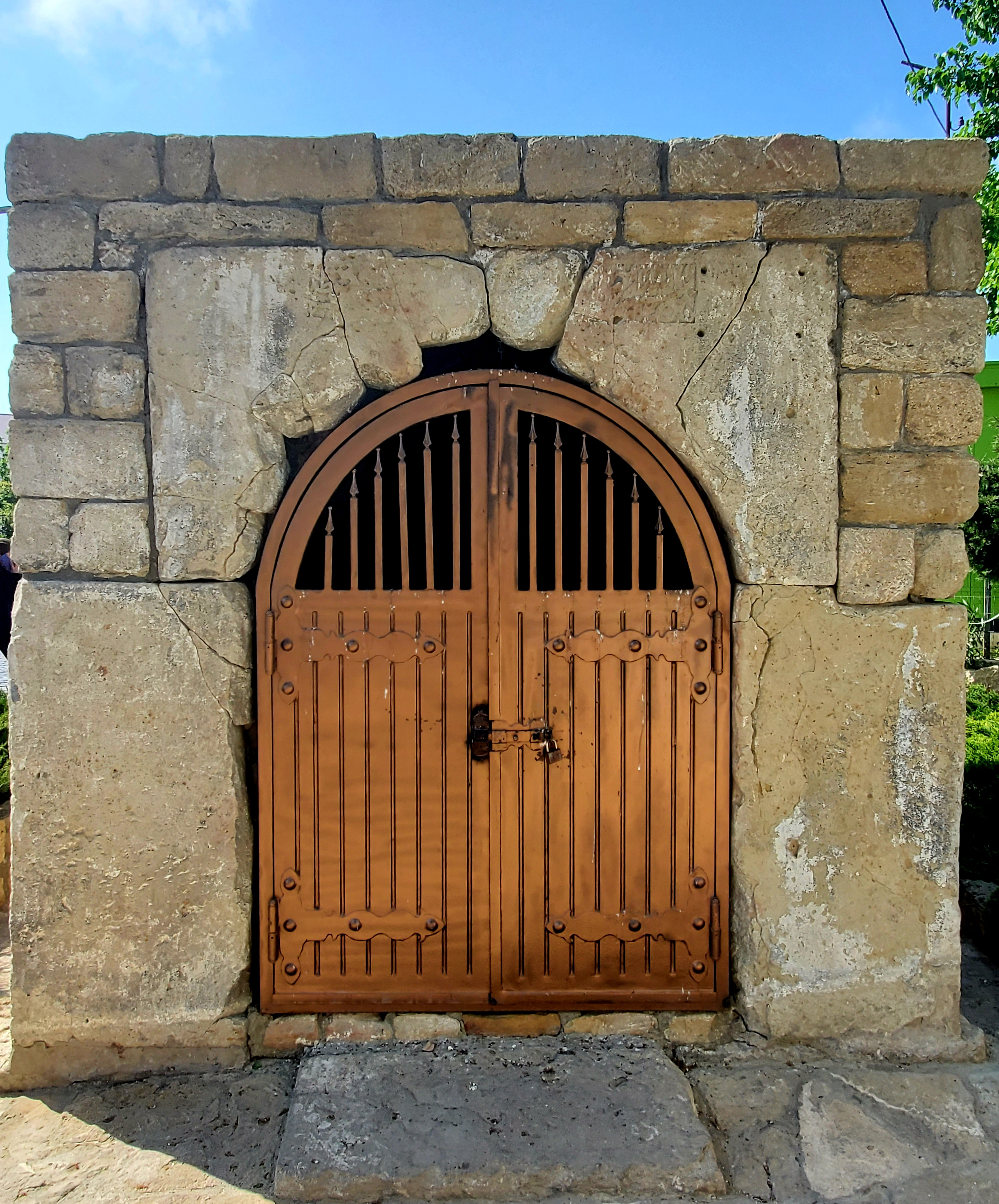
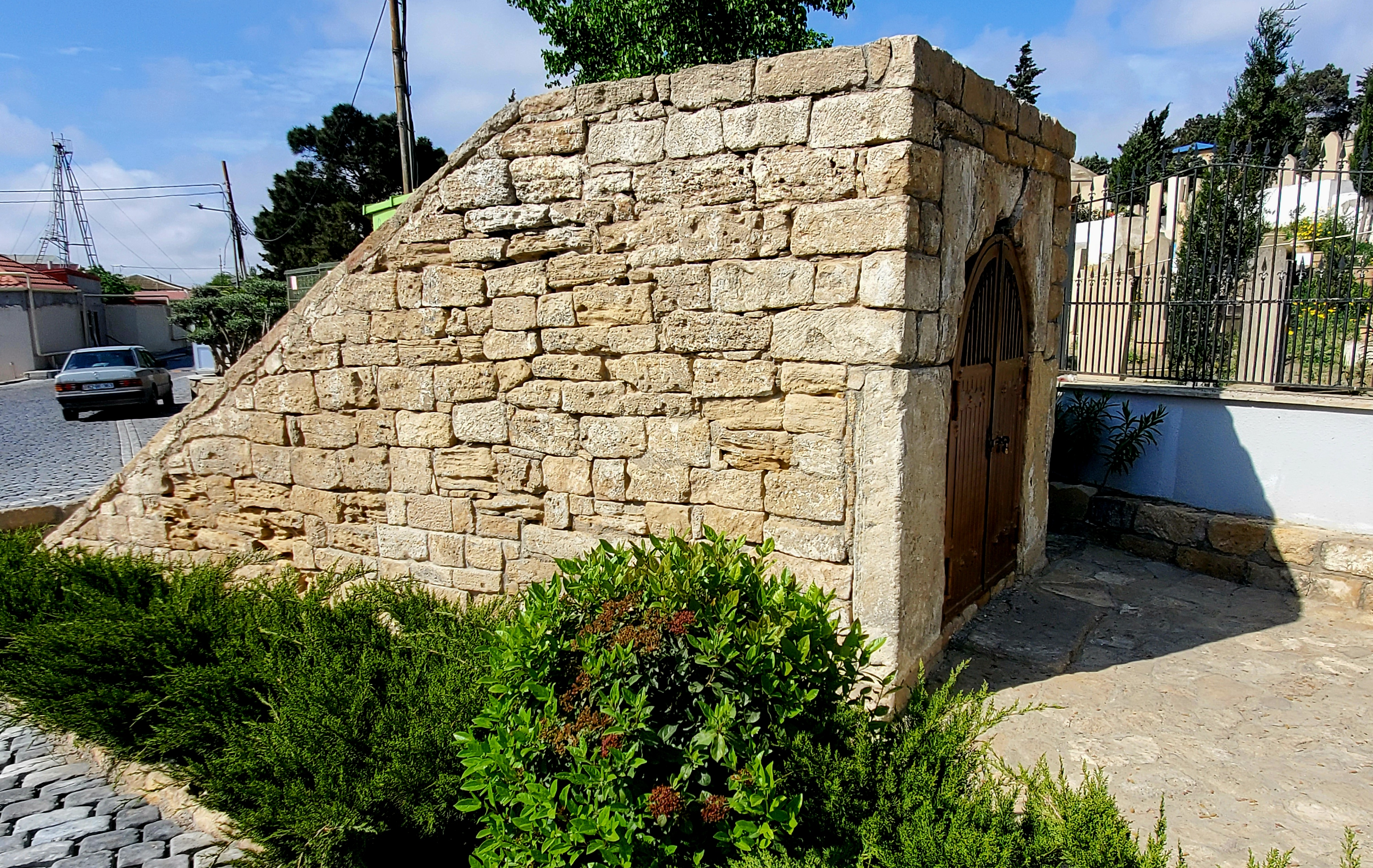
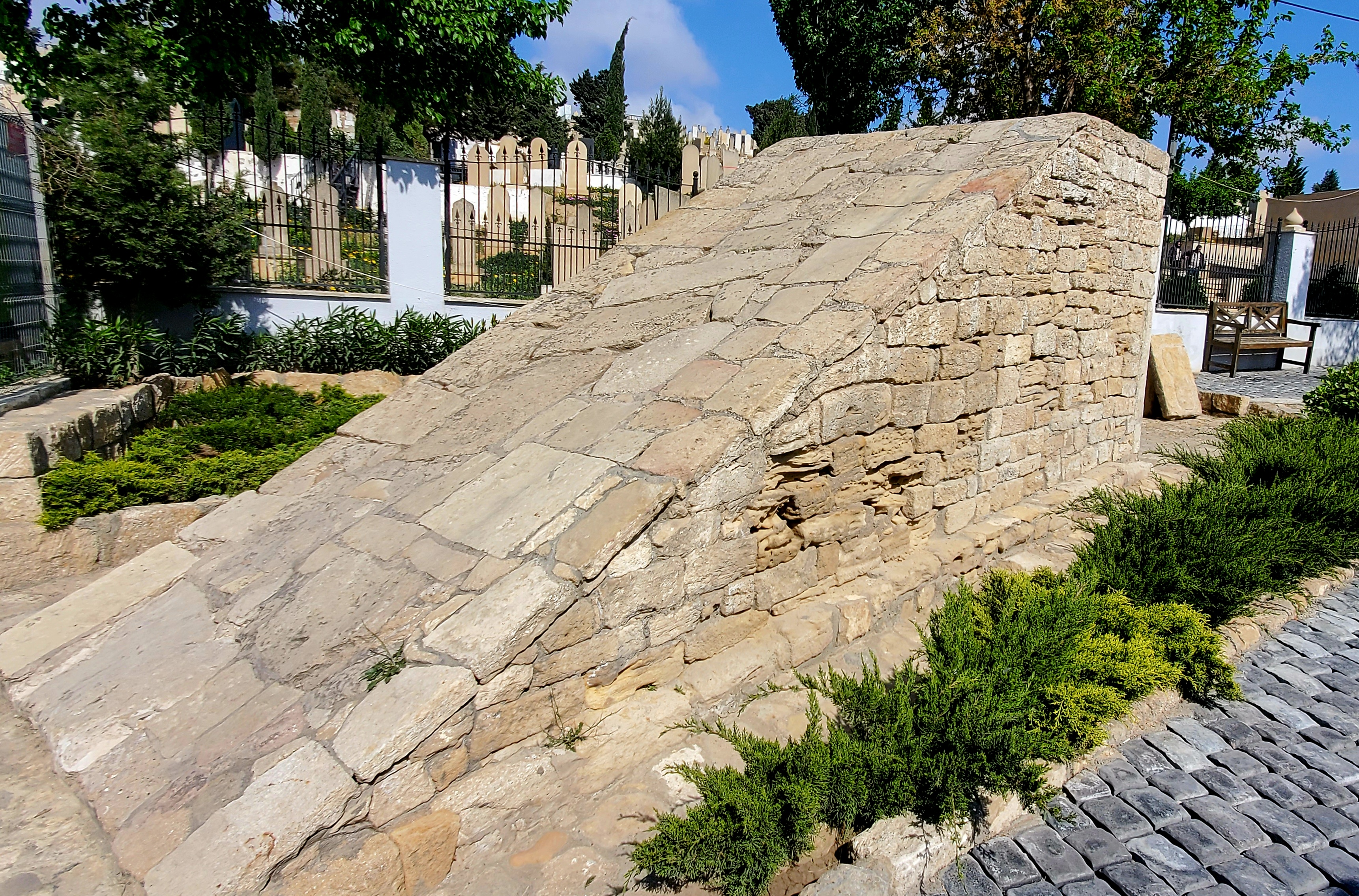
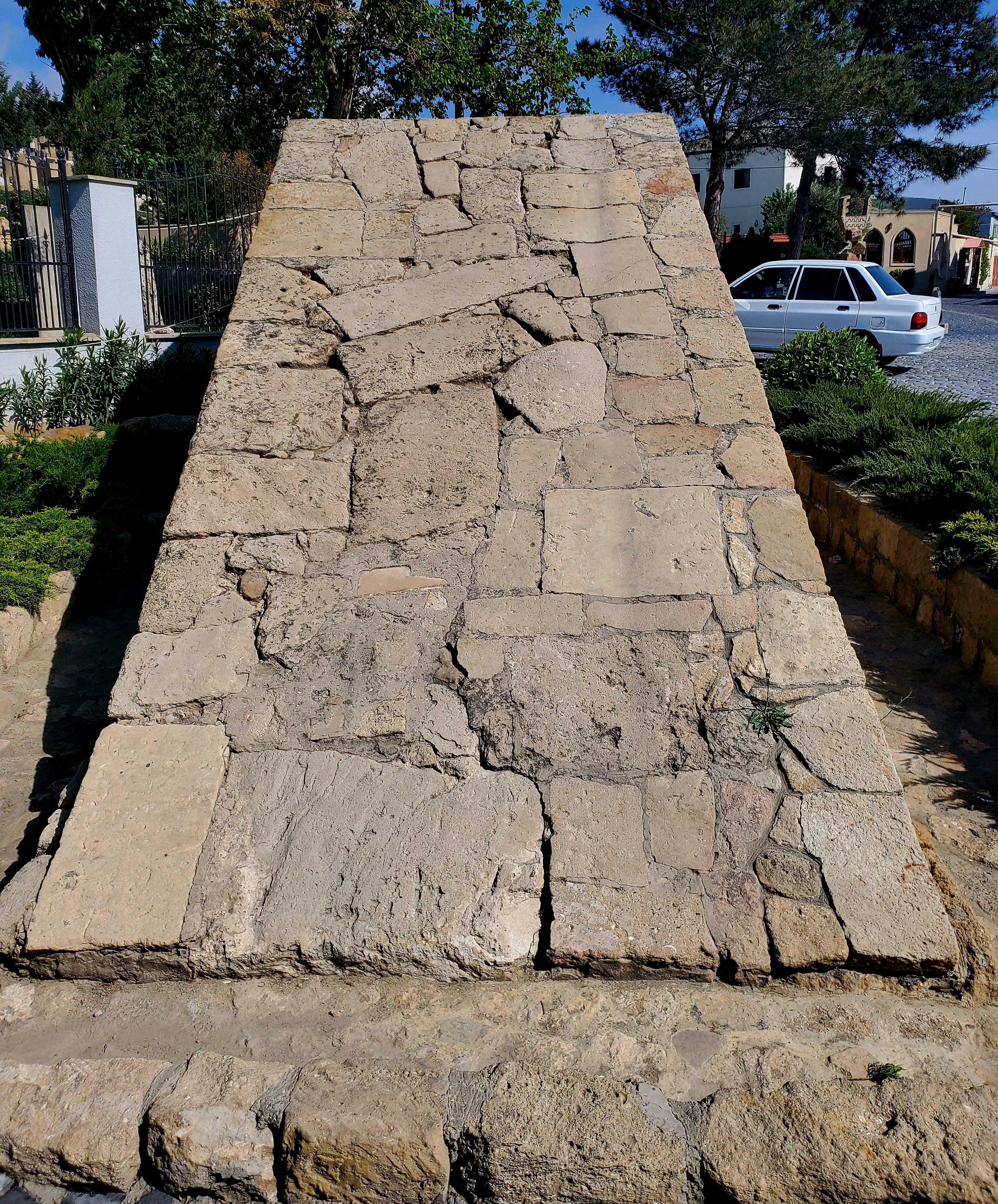
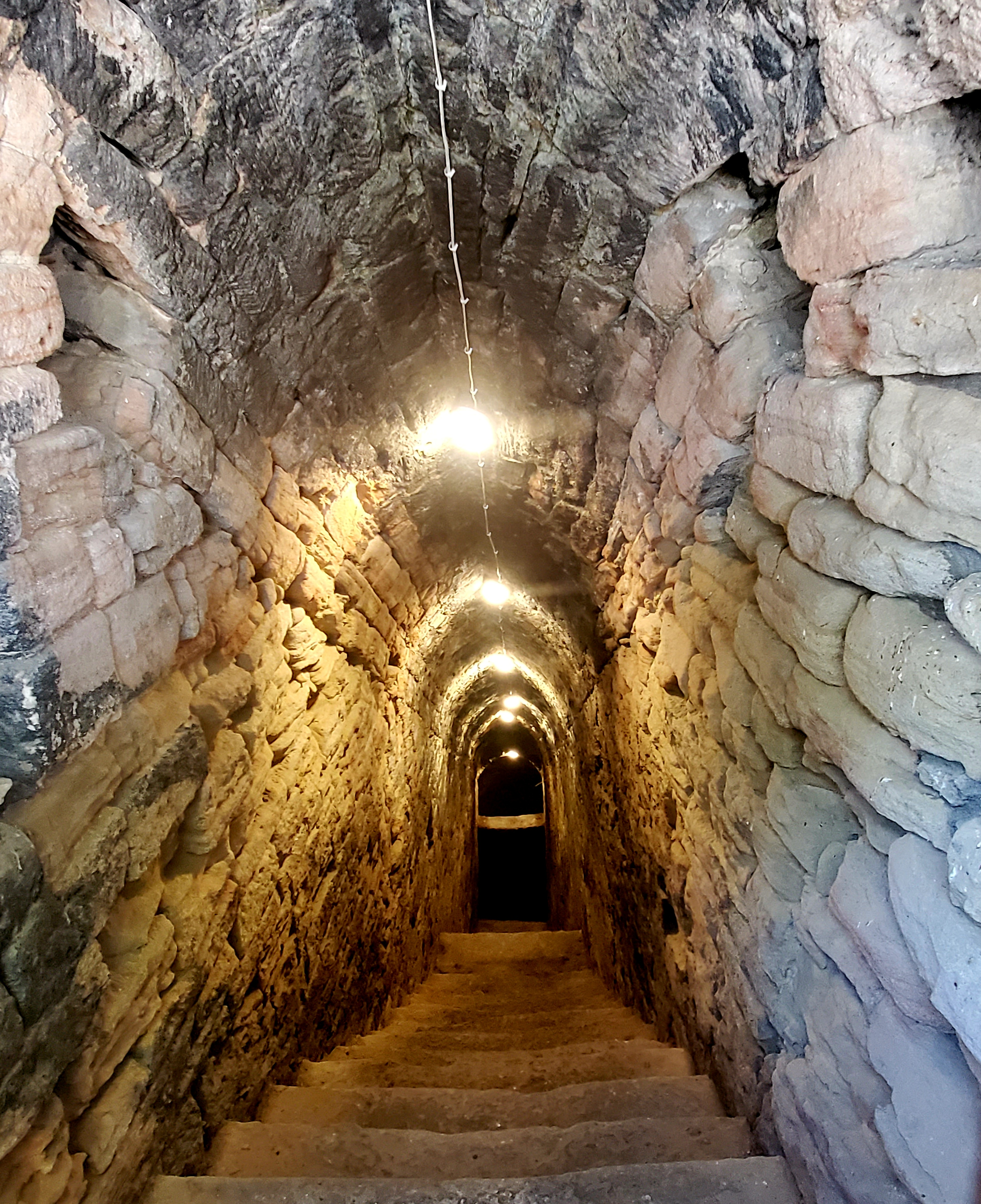